# Paratanytarsus papillatus
Paratanytarsus papillatus är en tvåvingeart som beskrevs av Datta och Chaudhuri 1992. Paratanytarsus papillatus ingår i släktet Paratanytarsus och familjen fjädermyggor.
Artens utbredningsområde är West Bengal (Indien). Inga underarter finns listade i Catalogue of Life.